# Nnamdi Collins
Pharrel Nnamdi Collins (Düsseldorf, 10 gennaio 2004) è un calciatore tedesco, difensore dell'Eintracht Francoforte e della nazionale Under-21 tedesca.

## Carriera

### Club
Nnamdi è cresciuto nel settore giovanile del Borussia Dortmund con cui nel 2020 ha firmato il primo contratto professionistico. ha debuttato con la seconda squadra dei gialloneri il 15 gennaio 2023 nell'incontro di 3. Liga perso 3-1 contro il Bayreuth.
Il 9 agosto 2023 è stato acquistato dall'Eintracht Francoforte ed il 5 aprile 2024 ha esordito in Bundesliga nell'incontro pareggiato 1-1 contro il Werder Brema.

### Nazionale
Ha giocato nelle nazionali giovanili tedesche Under-15, Under-16, Under-17, Under-18, Under-19, Under-20 ed Under-21.

## Statistiche

### Presenze e reti nei club
Statistiche aggiornate al 3 febbraio 2025.
| Stagione                     | Squadra                      | Campionato                   | Campionato | Campionato | Coppe nazionali | Coppe nazionali | Coppe nazionali | Coppe continentali | Coppe continentali | Coppe continentali | Altre coppe | Altre coppe | Altre coppe | Totale | Totale | Totale |
| Stagione                     | Squadra                      | Comp                         | Pres       | Reti       | Comp            | Pres            | Reti            | Comp               | Pres               | Reti               | Comp        | Pres        | Reti        | Pres   | Reti   |        |
| ---------------------------- | ---------------------------- | ---------------------------- | ---------- | ---------- | --------------- | --------------- | --------------- | ------------------ | ------------------ | ------------------ | ----------- | ----------- | ----------- | ------ | ------ | ------ |
| 2022-2023                    | Borussia Dortmund II         | 3L                           | 8          | 0          | -               | -               | -               | -                  | -                  | -                  | -           | -           | -           | 8      | 0      |        |
| 2023-2024                    | Eintracht Francoforte II     | RL                           | 16         | 0          | -               | -               | -               | -                  | -                  | -                  | -           | -           | -           | 16     | 0      |        |
| 2023-2024                    | Eintracht Francoforte        | BL                           | 2          | 0          | CG              | 0               | 0               | -                  | -                  | -                  | -           | -           | -           | 2      | 0      |        |
| 2024-2025                    | Eintracht Francoforte        | BL                           | 12         | 1          | CG              | 2               | 0               | UEL                | 5                  | 0                  | -           | -           | -           | 19     | 1      |        |
| Totale Eintracht Francoforte | Totale Eintracht Francoforte | Totale Eintracht Francoforte | 14         | 1          |                 | 2               | 0               |                    | 5                  | 0                  |             | -           | -           | 21     | 1      |        |
| Totale carriera              | Totale carriera              | Totale carriera              | 38         | 1          |                 | 2               | 0               |                    | 5                  | 0                  |             | -           | -           | 45     | 1      |        |